# Cas delatiu
El cas delatiu (del llatí deferre "portar o arressegar una cosa amunt o avall") és un cas gramatical que en hongarès expressa el moviment des de la superfície d'alguna cosa (ex:vaig treure el got de la taula), si bé també pot tenir un significat més ampli fent referència a altres aspectes (ex:parlen sobre la gent).
A part del moviment sobre o des d'una superfície també indica l'origen d'un moviment en termes de ciutats o llocs. Per exemple, si hom expressa que quelcom ve d'un lloc determinat, al nom d'aquest lloc se li afegeix el delatiu (ex:De l'oficina de correus).
Generalment, Hongria i la majoria de les seves ciutats s'expressen en delatiu. Per contra, les ciutats estrangeres i algunes d'hongareses s'expressen en elatiu. Per construir el delatiu s'utilitza el sufix -ról o -ről.
- Budapestről jövök 
  - Vinc de Budapest

- Magyarországról vagyok 
  - Sóc d'Hongria

- Josine mindig semmiségekről beszél 
  - La Josine sempre parla sobre res

En finès, el delatiu és un tipus d'adverbi que expressa el moviment d'anar-se'n d'algun lloc, i sols s'empra en determinats pronoms.